# I Gvangszu (színművész)
I Gvangszu (hangul: 이광수, handzsa: 李光洙, RR: I Gwang-su, Lee Kwang-soo; 1985. július 14.–) dél-koreai modell, színész, televíziós személyiség.

## Élete és pályafutása
Modellként kezdte pályafutását, majd a Here He Comes című szitkomban színészként debütált 2008-ban. 2009-ben a High Kick Through the Roof című szitkomban szerepelt. 2010-ben a A királyi ház titkai című kosztümös sorozatban kapott szerepet, és a Running Man állandó szereplője lett. A Running Man rendkívül népszerűvé tette Ázsia-szerte, a műsorban magassága miatt a Zsiráf becenevet kapta. 2021 áprilisában bejelentette, hogy egy sérülés következtében fizikailag már nem bírja a terhelést és május 24-ével elhagyja a műsort.

## Filmográfia

### Filmek
| Év   | Cím                    | Szerep                     |
| ---- | ---------------------- | -------------------------- |
| 2011 | Battlefield Heroes     | Mundi (Moon-di )           |
| 2012 | Wonderful Radio        | Csha Degun (Cha Dae-keun ) |
| 2012 | The Scent              | Kiphung (Gi-poong )        |
| 2012 | All About My Wife      | Cshö (Choi) rádiós DJ      |
| 2013 | My Little Hero         | Csongil (Jeong-il )        |
| 2013 | Maritime Police Marco  | Marco (szinkronhang)       |
| 2013 | Dinosaur Adventures 3D | Patchi (szinkronhang)      |
| 2014 | Good Friend            | Minszu (Min Soo )          |

### Televízió
| Év        | Cím                        | Szerep                               | Csatorna  |
| --------- | -------------------------- | ------------------------------------ | --------- |
| 2008–2009 | Here He Comes              | O Manszu (Oh Man-soo)                | MBC       |
| 2009–2010 | High Kick Through the Roof | Kvangszu (Kwang-soo)                 | MBC       |
| 2010      | A királyi ház titkai       | Jongdal (Young-dal)                  | MBC       |
| 2011      | City Hunter                | Ko Gidzsun (Ko Ki-joon)              | SBS       |
| 2011–2012 | Bachelor's Vegetable Store | Nam Jubong (Nam Yoo-bong)            | Channel A |
| 2012      | The Innocent Man           | Pak Csegil (Park Jae-gil)            | KBS2      |
| 2013      | Dating Agency: Cyrano      | Cshö Darin (Choi Dal-in) (6-8. rész) | tvN       |
| 2013      | Goddess of Fire            | Imhe (Imhae) herceg                  | MBC       |
| 2013      | Potato Star                | cameo, 18. rész                      | tvN       |
| 2014      | Secret Love                | I Thejang (Lee Tae-yang), 7–8. rész  | Dramacube |
| 2014      | It's Okay, That's Love     | Pak Szugvang (Park Soo-kwang)        | SBS       |

### Varietéműsorok
| Év    | Cím                         | Szerep                | Csatorna |
| ----- | --------------------------- | --------------------- | -------- |
| 2009  | Introducing a Star's Friend | vendég, 56-57. epizód | MBC      |
| 2009  | Star Golden Bell            | vendég, 230. epizód   | KBS      |
| 2010  | Strong Heart                | vendég, 25-26. epizód | SBS      |
| 2010– | Running Man                 | állandó szereplő      | SBS      |
| 2011  | Happy Together 3            | vendég, 229. epizód   | KBS2     |
| 2012  | Yoon Do-hyun's MUST         | vendég, 54. epizód    | Mnet     |
| 2013  | Gag Concert                 | vendég, 681. epizód   | KBS2     |
| 2014  | Talkshow Taxi               | vendég, 336. epizód   | tvN      |
| 2014  | Magic Eye                   | vendég, 1. epizód     | SBS      |